# Alvar
Alvar je mužské křestní jméno anglického původu. Vzniklo z anglického elf-here. Vykládá se jako „nadpřirozená síla, armáda“. Jeho význam se částečně shoduje s významem jména Alfréd.
Podle slovenského kalendáře má svátek 19. června.

## Domácí podoby
Alva, Al, Alvárek

## Alvar v jiných jazycích
- Anglicky a seversky: Alvar
- Italsky, španělsky: Alvaro

## Známí nositelé jména
- Alvar Aalto – finský architekt
- Alvar Cawén – finský malíř
- Alvar Nunéz Cabeza de Vaca – španělský dobyvatel, první Evropan v Texasu